# Błędowská poušť
Błędowská poušť (polsky Pustynia Błędowska) je oblast pohyblivých písků a poušť, která se nachází ve gmině Klucze v Malopolském vojvodství a okrajově také na východním okraji města a okresu Dąbrowa Górnicza ve Slezském vojvodství v Polsku. Poušť získala název podle předměstí Błędów města Dąbrowa Górnicza.

## Geografie, goeologie a historie
Błędowská poušť se nachází ve východní části mezoregionu - geologického hrástu Garb Tarnogórski, který je součástí vysočiny Wyżyna Śląska (Slezská vysočina). Nachází se jižně od řeky Bílá Přemše (Biała Przemsza) na jejím levém břehu.
Poušť je antropogenního původu: původně krajinu pokrývaly lesy, které byly koncem středověku vykáceny, nárůst populace a rozvoj hornictví navíc vedl k vyčerpání zásob podzemní vody. (Místní legenda vysvětluje vznik pouště tím, že ďábel chtěl zasypat pískem důl, kde se těžilo stříbro.) Písek původně pokrýval plochu okolo 150 km². Oblast sloužila jako vojenské cvičiště, za druhé světové války se zde Afrikakorps připravoval na saharské podmínky. V šedesátých letech v této krajině Jerzy Kawalerowicz natáčel úspěšný film Faraon.
Po druhé světové válce proběhla výsadba borovic, která snížila rozlohu pouště na necelých 33 km², rozdělených na dvě části tokem řeky Biała Przemsza. Stále je Błędowská poušť největší souvislou písečnou oblastí ve střední Evropě, vrstva písku dosahuje mocnosti mezi čtyřiceti a sedmdesáti metry. Je oblíbeným cílem turistů, kteří zde mohou pozorovat fata morgánu a písečné bouře, atrakcí je také hrad Ogrodzieniec stojící na okraji pouště. Působí zde sdružení Polská Sahara, které provozuje naučnou stezku a stará se o udržení rázu krajiny pomocí pastvy a kácení nežádoucí vegetace.

## Další informace
Místo je celoročně volně přístupné. Severním směrem a severně od řeky Biała Przemsza se nachází vojenský újezd Poligon wojskowy „Pustynia Błędowska“.

## Galerie

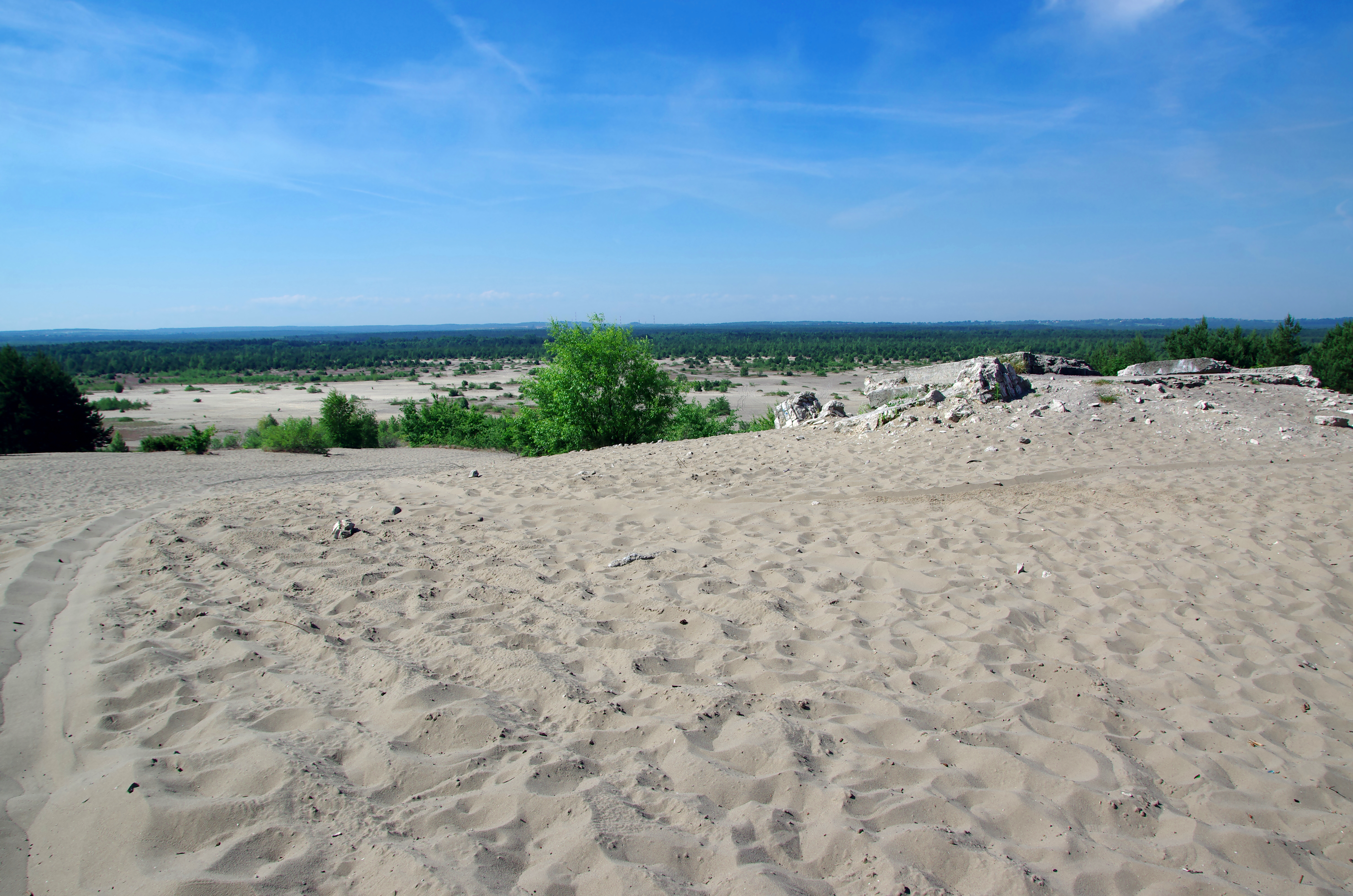
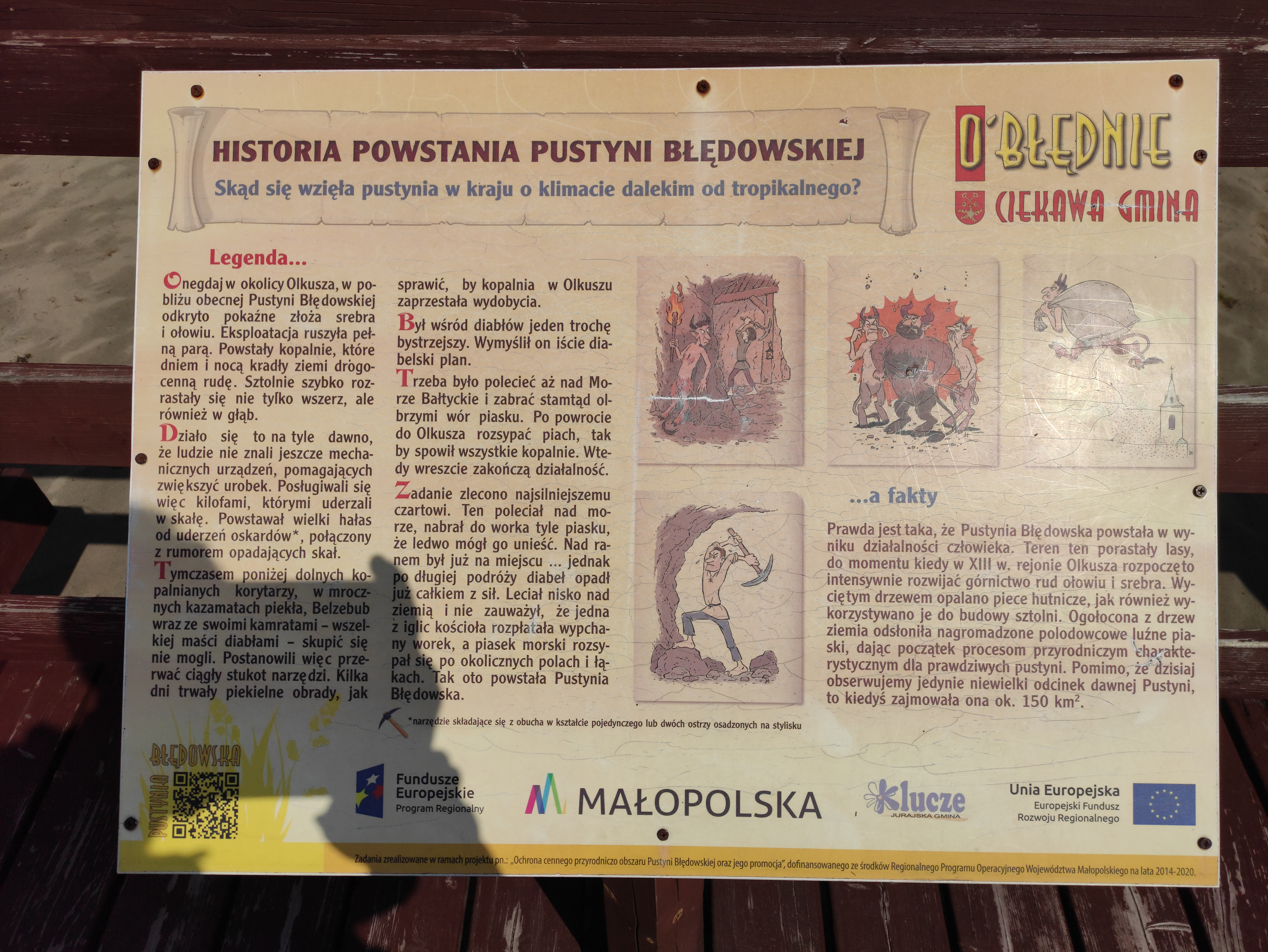
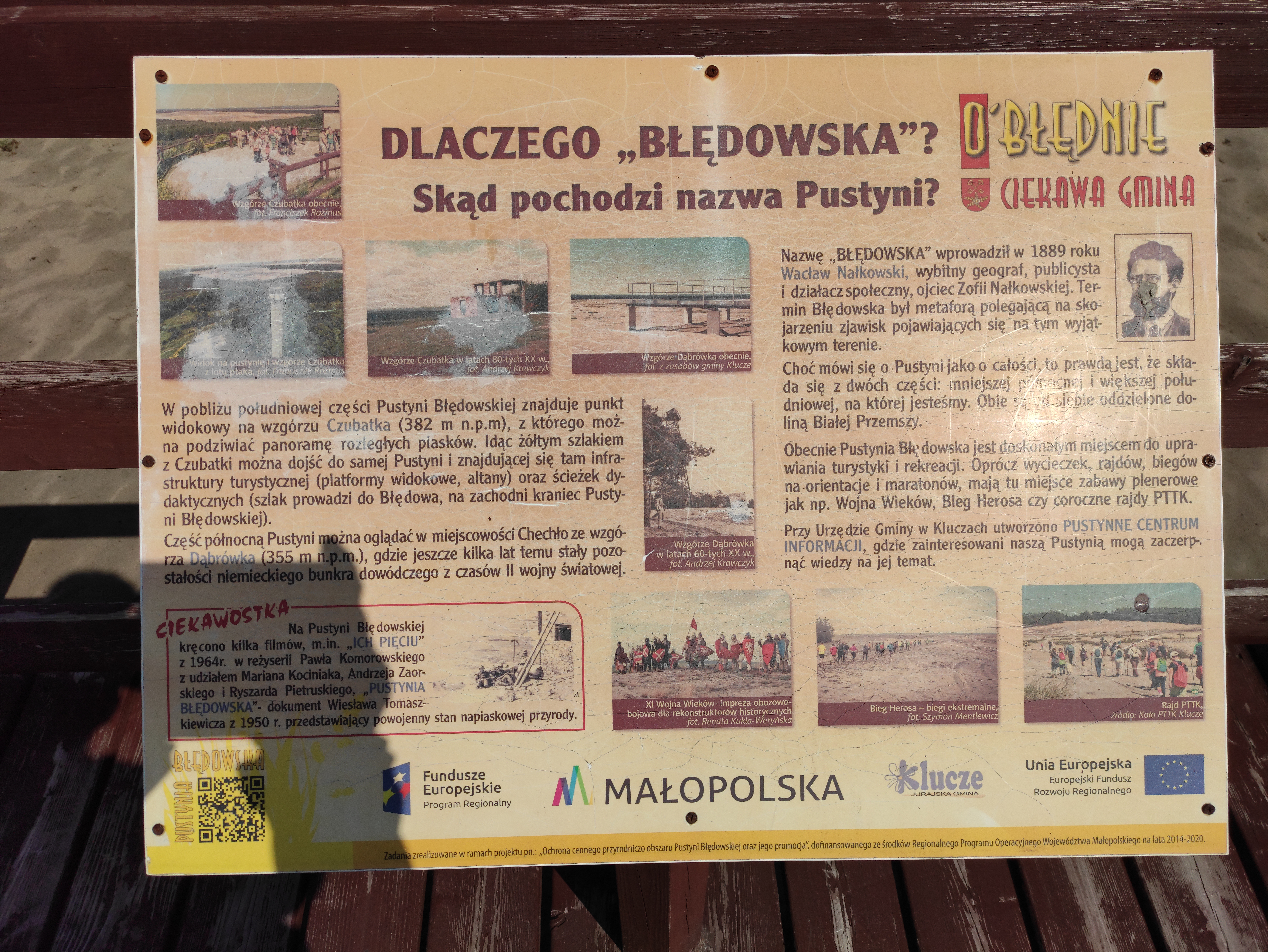
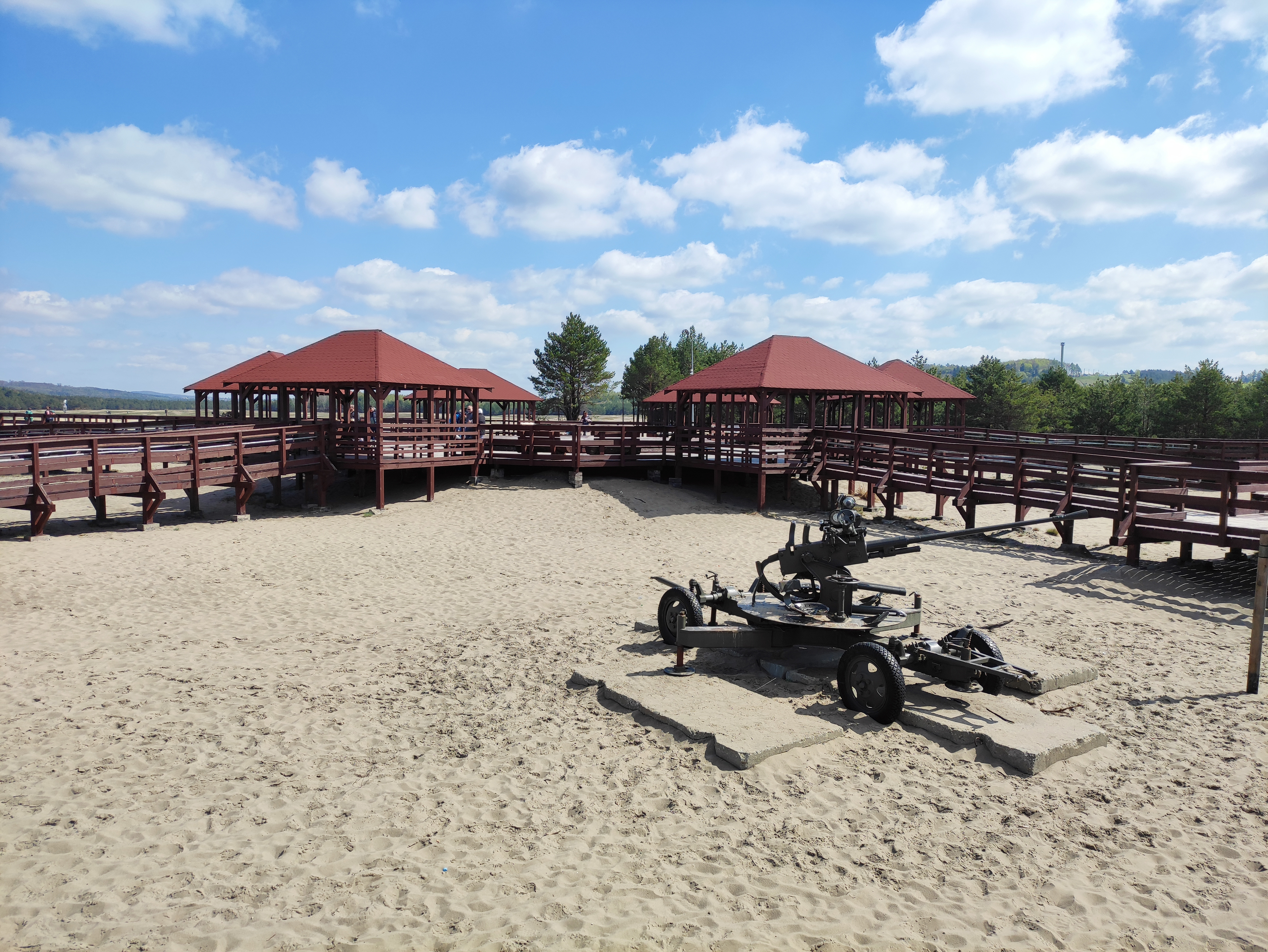
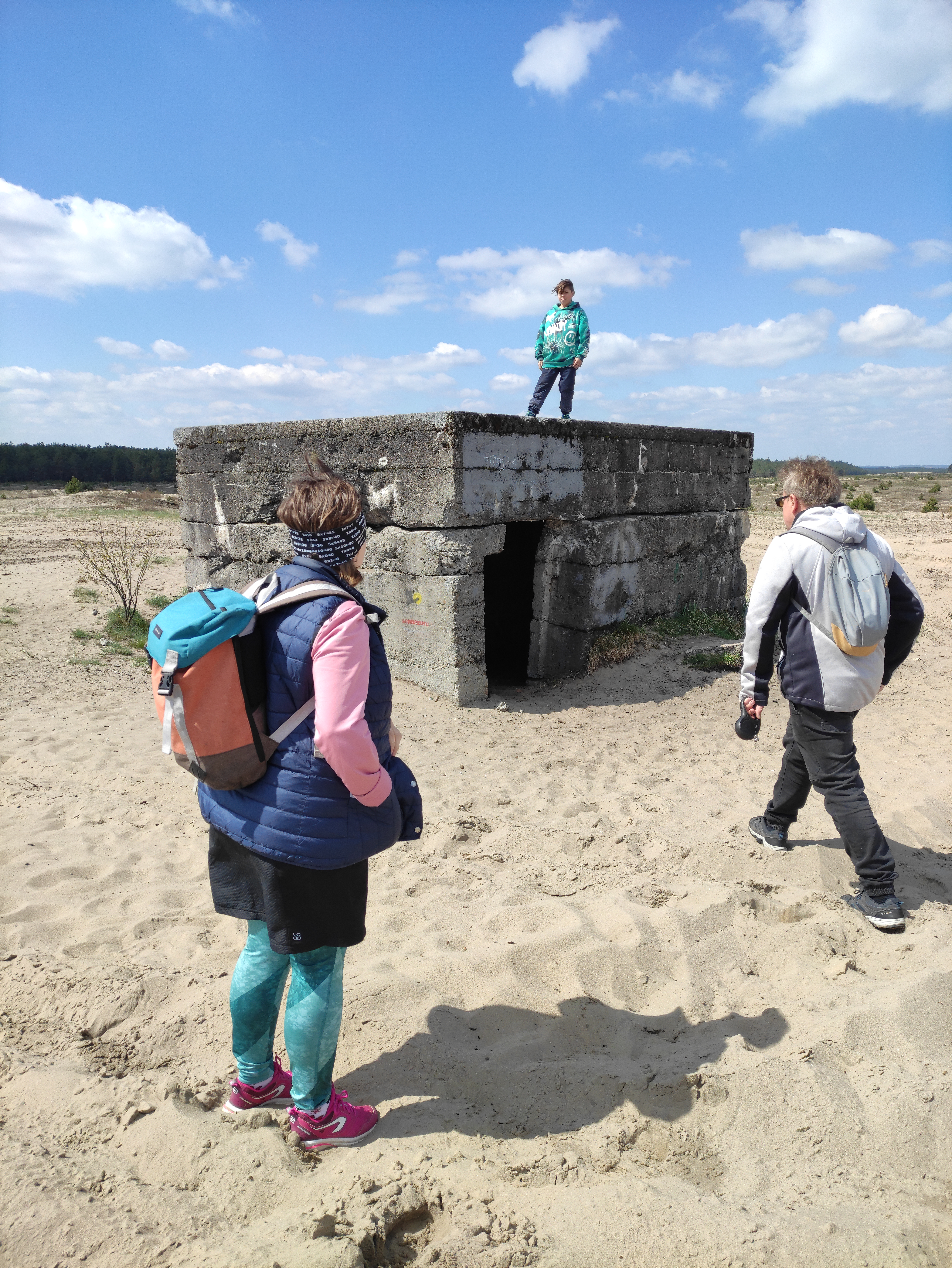